# عرقله دمشقی
حسّان بن نُمیر دمشقی شهرت‌یافته به عرقلهٔ دمشقی و بعدها به عرقلهٔ أعور (به‌معنای: یک چشم) (۱۰۸۷ - ۱۱۷۲م) (نسب:ابوالنَّدی حسّان بن نمیرر بن عجیل کلبی دمشقی) شاعر مدح‌سرای شامی در سدهٔ ششم هجری بود. بیشتر جوانی‌اش را در گردش میان بوستان‌های پیرامون دمشق به «لهو و مجون» گذارند. در شام به امیران و والیان پیوست و آنان را مدح نمود. فنون شعری‌اش مدح، رثا، هجو، وصف طبیعت دمشق، خمریات، نسیب، غزل و مجون است.